# Fresenhagen

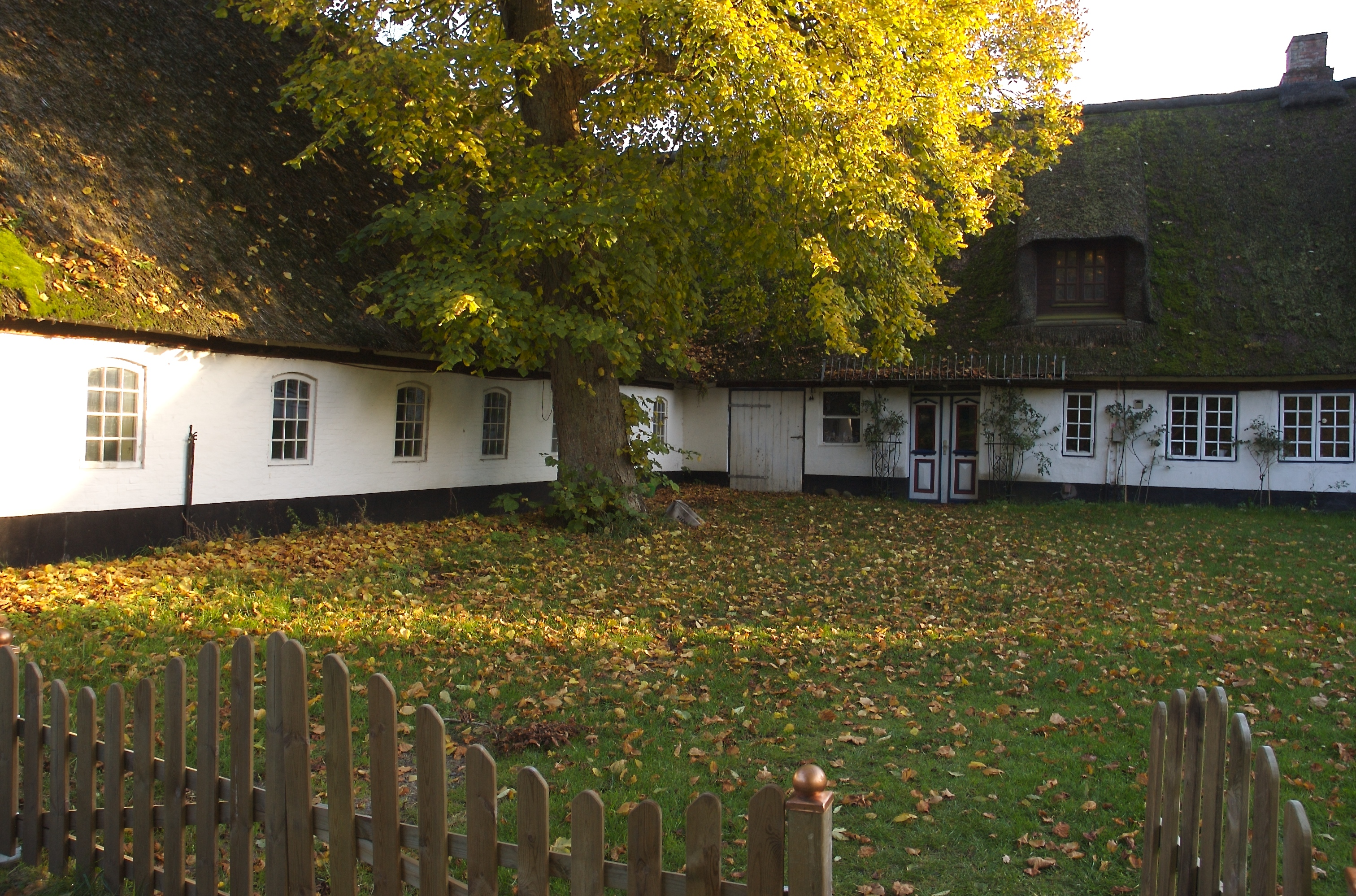
Het stekje van Rio Reiser in Fresenhagen.

Fresenhagen (Noordfries: Frisenhuuwen, Deens: Fresenhavn) is een plaats in de kreis Nordfriesland in het noordwesten van Sleeswijk-Holstein. De plaatsnaam is genoemd naar het landgoed Fresenhagen, dat in de 16e eeuw door landaankoop van de adellijke Jürgen von der Wisch was ontstaan. De naam van de landstreek betekent zoiets als Hof bei den Friesen (tom Fresenhave). De plaats bevindt zich echter meer oostelijk van het Noordfriese nederzettingsgebied in het oorspronkelijke Juts-Deens nederzettingsgebied. De Deense plaatsnaam is Fresenhavn. Het landgoed bestond tot 1928 als zelfstandige district. Fresenhagen ligt tegenwoordig ten noorden van de Bundesstraße 199 Flensburg, richting Niebüll, kort na Leck en behoort tot de gemeente Stadum.
Bekendheid kreeg de plaats door de muziekgroep Ton Steine Scherben en hun zanger Rio Reiser, die daar in 1975 een boerderij kocht. Na diens overlijden bepaalde de toenmalige premier Heide Simonis persoonlijk, dat Rio Reiser in 1996 op zijn privégrondstuk in Fresenhagen mocht worden bijgezet. Na de verkoop van de boerderij werden de resten van Reiser op 11 februari 2011 herbegraven op het oude St. Matthäus-kerkhof in Berlijn.